# Live at the Bottom Line (Meat Loaf)
Live at the Bottom Line was een radio-opname en werd kort na Bat Out of Hell uitgegeven. Het bevat gesproken en gezongen delen. Het is live opgenomen in de New Yorkse club Bottom Line, had een beperkte uitgave en wordt nu niet meer geperst.

## Lijst van nummers
1. "Boléro"
2. "Bat Out of Hell"
3. "You Took the Words Right Out of My Mouth"
4. "For Crying Out Loud"
5. "River Deep - Mountain High" (Elly Greenwich/Jeff Barry/Phil Spector) - origineel door Ike & Tina Turner
6. "Paradise by the Dashboard Light"
7. "Two Out of Three Ain't Bad"
8. "All Revved Up With No Place to Go"

## Medewerkenden
- Meat Loaf - zang
- Bob Kulick - gitaar
- Bruce Kulick - gitaar
- Steve Buslowe - basgitaar
- Jim Steinman - piano, achtergrondkoor
- Paul Glanz - keyboard
- Joe Stefko - drum
- Karla DeVito - zang, achtergrondkoor
- Rory Dodd - achtergrondkoor